# Чемпіонат АНЗ
Чемпіонат АНЗ — найвідоміша нетбольна ліга у світі. Змагання проходять з квітня до липня. У чемпіонаті беруть участь 10 команд: п'ять — з Австралії і п'ять — з Нової Зеландії.

## Команди сезону 2011 року
| Команди-учасниці Чемпіонату АНЗ |                              |              |                                       |                                           |
| Команда                         | Команда                      | База         | Найвище досягнення                    | Колишні команди                           |
| Австралія                       | Буревісники                  | Аделаїда     | ETSA Парк                             | Аделаїда Сандербердз                      |
| Австралія                       | Лисиці                       | Мельбурн     | Державний нетбольний і хокейний центр | Мельбурн Фенікс, Мельбурн Кестрелс        |
| Австралія                       | Стрижі                       | Сідней       | Сіднейський олімпійський парк         | Сідней Свіфтс, Гантер Ягерз               |
| Австралія                       | Жар-птиці                    | Брисбен      | Брисбен Конвент Центр                 | Квінсленд Файрбердз                       |
| Австралія                       | Палкі                        | Перт         | Челендж Стадіон                       | Перт Оріолз                               |
| Нова Зеландія                   | Кентербері Тактікс           | Крістчерч    | Вестпак Арена                         | Кентербері Флеймз                         |
| Нова Зеландія                   | Сентрал Пулс                 | Веллінгтон   | TSB Бенк Арена                        | Кепітал Шейкерс, Вестерн Флаєрз           |
| Нова Зеландія                   | Нозерн Містікс               | Окленд       | Трастс Стадіон                        | Окленд Даймондс, Нозерн Форс, CMTV Кометц |
| Нова Зеландія                   | Сазерн Стіл                  | Інверкаргіль | Сауфленд                              | Сазерн Стінг, Отаго Ребелз                |
| Нова Зеландія                   | Ваїкато Бей оф Пленті Меджік | Гамільтон    | Містері Крік Івент Центр              | Ваїкато Бей оф Пленті Меджік              |